# Aporie
 (octobre 2016).
Si vous disposez d'ouvrages ou d'articles de référence ou si vous connaissez des sites web de qualité traitant du thème abordé ici, merci de compléter l'article en donnant les références utiles à sa vérifiabilité et en les liant à la section « Notes et références ».
Une aporie (du grec ancien ἀπορία, / aporia « absence de passage, difficulté, embarras ») est une difficulté à résoudre un problème, une contradiction insoluble dans un raisonnement.
Pour Aristote, c'est une question qui plonge le lecteur ou l'auditeur dans le doute tout en le poussant à trancher entre deux affirmations.
Le sens actuel d'aporie est plus fort et concerne tout problème insoluble et inévitable. Pour prendre une image en relation avec l'étymologie du mot, on peut dire aussi que l'aporie est une impasse dans un raisonnement procédant d'une logique.

## Aspect
La pensée aporétique peut chercher à dépasser les contradictions, comme chez Aristote ; elle est alors dialectique et se distingue du scepticisme, de l'agnosticisme, ou du sophisme :
- la dialectique met à plat des points de vue différents pour en permettre une synthèse ;
- le scepticisme se borne à ne pas trancher tant que les conditions ne sont pas réunies pour le faire ;
- l'agnosticisme affirme l'impossibilité de trancher ;
- le sophisme ne constitue pas une école de pensée, mais un modèle de raisonnement fondé essentiellement sur l'éloquence afin de séduire la masse et ce dans le but d'œuvrer pour le bien d'une minorité ou de faire passer un message qui ne correspond pas à la réalité (intentionnellement ou non) ;
- l'aporie se borne à constater uniquement ce qui est (voir aussi existentialisme).

On nomme aporétique un système construit sur une ou des aporie(s). L'éducation fonctionne dans l'aporétique de la maîtrise et de l'autonomie : l'éducateur veut maîtriser son enseignement mais son but est aussi que l'élève devienne autonome. Ces deux intentions coexistent et se concurrencent mais si l'une « l'emportait sur l'autre » (quel que soit d'ailleurs le sens qu'on puisse donner à ce terme) il n'y aurait plus d'éducation possible, ou plus le même type d'éducation — en tout cas d'après Jacques Derrida. Toutefois, les deux intentions ne coexistent plus si l'enseignant se positionne comme un médiateur. Dans ce cas, l'enseignant se situe entre le savoir et les élèves ; son rôle est de rendre le savoir accessible aux élèves et de les impliquer dans l'apprentissage.

## Exemples de réponse à une question d'allure aporétique
Cet exemple est dû à Banesh Hoffmann, dans son livre L'Étrange Histoire des quanta :
— L'élève : « La lumière est-elle une onde ou une particule ? »
— Le professeur : « Oui. »
Autre exemple de conduite d'un raisonnement de type aporétique — visant à déstabiliser, confondre, en toute logique, même si la réalité peut être tout autre. L'application qui est montrée ici est sophiste non rhétorique. Ce dialogue rapidement reconstitué est inspiré du film français Garde à vue :
— Vous dites que vous ne vous souvenez pas de ce que vous avez fait ce soir-là.
— Oui.
— Comment alors pouvez-vous être sûr de ne pas avoir fait ce qu'on vous reproche ?
— En effet, je ne le peux pas. 

— Vous reconnaissez cependant que les éléments que l'on vous présente sont vrais ?
— Oui.
— Comme vous ne vous souvenez de rien, vous convenez qu'il est tout à fait possible que vous soyez l'auteur de ce dont on vous soupçonne ?
— …
Dans ce cas, la contradiction, qui signe l'aporie, du raisonnement de l'interrogateur est d'affirmer que son interlocuteur doit répondre tout en niant qu'il soit en mesure de donner des réponses.
Socrate emploie des raisonnements de type aporétique par exemple dans l'Apologie de Socrate et dans Ménon.

## Autre usage
Dans une tribune au journal Le Monde du 19 avril 2022, à propos du choix à faire entre Marine Le Pen et Emmanuel Macron lors du deuxième tour de l’élection présidentielle de 2022 en France, l’ancienne ministre Christiane Taubira déclare : « L’équation semble une aporie. Elle l’est en logique. Elle cesse de l’être en démocratie. C’est l’éthique qui en offre l’issue. »